# Laure des Grottes de Kiev
La laure des Grottes de Kiev ou laure de Kiev-Petchersk (en ukrainien : Києво-Печерська лавра, en russe : Киево-Печерская лавра, Kievo-Petcherskaïa lavra) est un important monastère ukrainien orthodoxe (laure) situé dans la ville de Kiev. 
Elle est sous la responsabilité de l'Église orthodoxe d'Ukraine, église autocéphale affiliée au patriarcat de Constantinople. Avant le 2 décembre 2022, elle était le lieu de résidence du primat de l'Église orthodoxe ukrainienne dépendante du Patriarcat de Moscou (Église orthodoxe russe).

## Histoire
Le monastère troglodytique est fondé en 1051 par des moines venus du mont Athos en Grèce, saint Antoine l'Athonite et saint Théodose de Kiev. Il devient par la suite un centre important de l'orthodoxie dans la Rus’ de Kiev. 
En 1096, le monastère est pillé par les Coumans dirigés par le khan Boniak. 
Aux alentours de 1111, ce sont des moines de ce monastère, et en premier lieu Nestor, qui entreprennent la rédaction des Chronique des temps passés, affirmant l'origine varègue de la première dynastie russe : les Riourikides. Cette origine ne fait pas l'unanimité parmi les historiens.
Le 25 janvier 1918 y est fusillé le métropolite Vladimir de Kiev. Cet évêque qui, fait exceptionnel, a occupé successivement les sièges de Saint-Pétersbourg, Moscou et Kiev, est tenu symboliquement pour le premier martyr de la Révolution russe.
En mars-avril 2020, lors de la pandémie de Covid-19 en Ukraine et dans le contexte de la guerre russo-ukrainienne, le monastère devient un important foyer de contamination, avec plusieurs dizaines de moines infectés. En mars, alors que des mesures de confinement étaient imposées par les autorités, le chef du monastère, le métropolite Paul, avait appelé les fidèles à « se précipiter dans les églises », à n’avoir « peur de rien » et à se donner des « accolades ».
Le 2 décembre 2022, durant l'invasion de l'Ukraine par la Russie, débutée en février de la même année, la laure de Kyïv-Pechersk a été officiellement enregistrée comme monastère au sein de l’Église orthodoxe d'Ukraine, église autocéphale affiliée au patriarcat de Constantinople, entrainant le départ de l'administration le 29 mars. Elle était auparavant sous le contrôle de l'Église orthodoxe ukrainienne affiliée au patriarcat de Moscou (EOU-PM) et donc à l'Église orthodoxe russe,. Des moines et des étudiants en théologie de l'EOU-PM restent néanmoins dans le monastère, ce qui crée des tensions, ou se redirigent vers le monastère du désert de Pokrovsk, tandis que certains bâtiments ont été mis sous scellés.

## Patrimoine artistique
L'ensemble architectural de la laure des Grottes de Kiev est inscrit sur la liste du patrimoine mondial de l'UNESCO depuis 1990 ainsi qu'au Registre national des monuments d'Ukraine sous le  numéro : 80-382-9002.
La laure des Grottes de Kiev est également l'un des plus grands musées ukrainiens.

### Dans la ligne des réalisations monumentales des rives du Dniepr

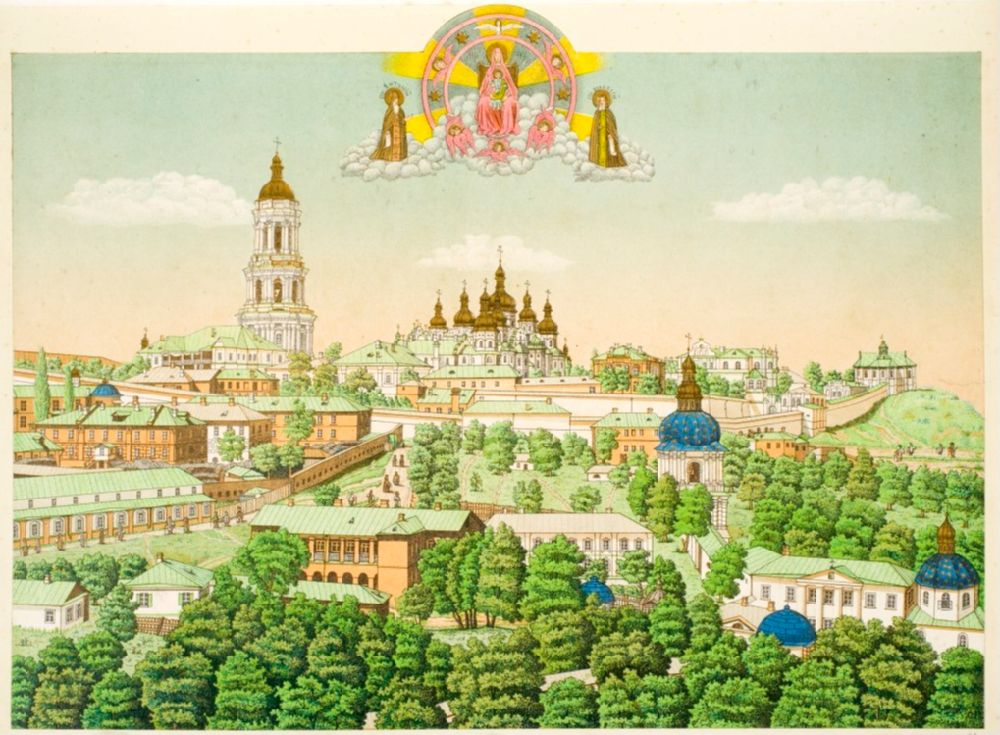
Pechersk Lavra, Kyiv, Department of Image Collections, National Gallery of Art Library, Washington, DC.

Il s'inscrit dans une série de monuments ponctuant la ligne des collines escarpées des rives du Dniepr (de l'amont vers l'aval) : monument à saint Vladimir, monument aux droits de Magdebourg, arche de la Liberté du Peuple ukrainien, monument aux morts de la Seconde Guerre mondiale, et statue de la Mère-Patrie. Si le sommet des collines était surtout occupé par de multiples églises et monastères, nombreux sont ceux qui ont été dynamités par les autorités soviétiques dans les années 1920 et 30. On compte aujourd'hui (de l'amont vers l'aval) le monastère de Saint-Cyrille, l'église Saint-André, l'église de la Dîme (détruite), le monastère Saint-Michel-au-Dôme-d'Or (détruit pour laisser place à un ensemble monumental à Lénine et reconstruit), la tombe d'Askold, la laure des Grottes et le monastère Saint-Michel-de-Vydoubytch.

## Sépulture
Reposent dans ce monastère :
- Piotr Arkadievitch Stolypine ;
- Vassili Leontievitch Kotchoubeï ;
- le colonel Ivan Ivanovitch Iskra (†1708) ;
- Constantin Ostrogski (†1530). Son monument dans la Cathédrale de la Dormition de la laure est détruit presque entièrement par l'explosion de la cathédrale en 1941, et son gisant très endommagé ; il attend encore d'être reconstruit. Une copie du monument au 1/5e est conservée dans les musées de la laure.

## Galerie

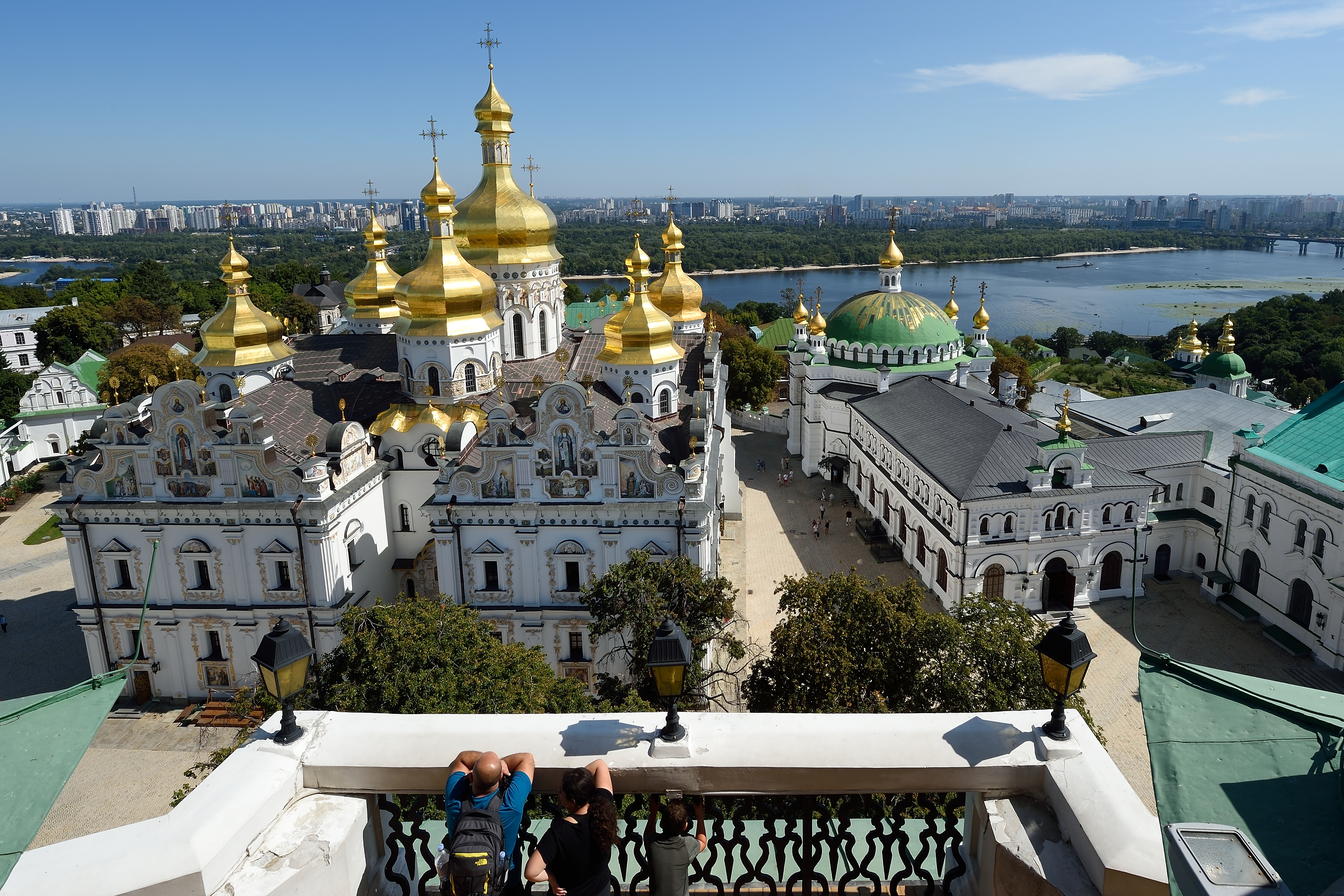
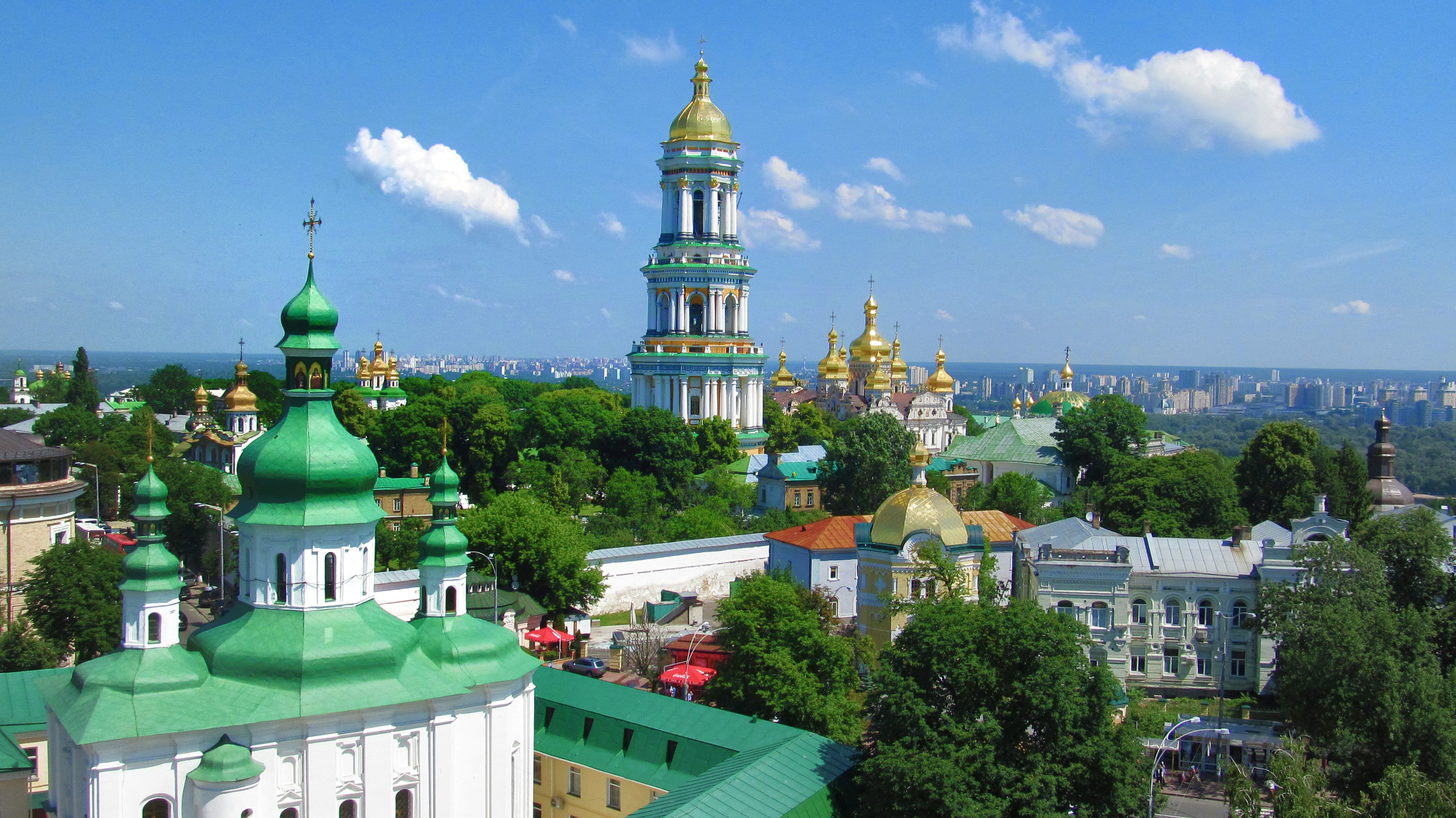
Grand clocher de la laure des Grottes de Kiev
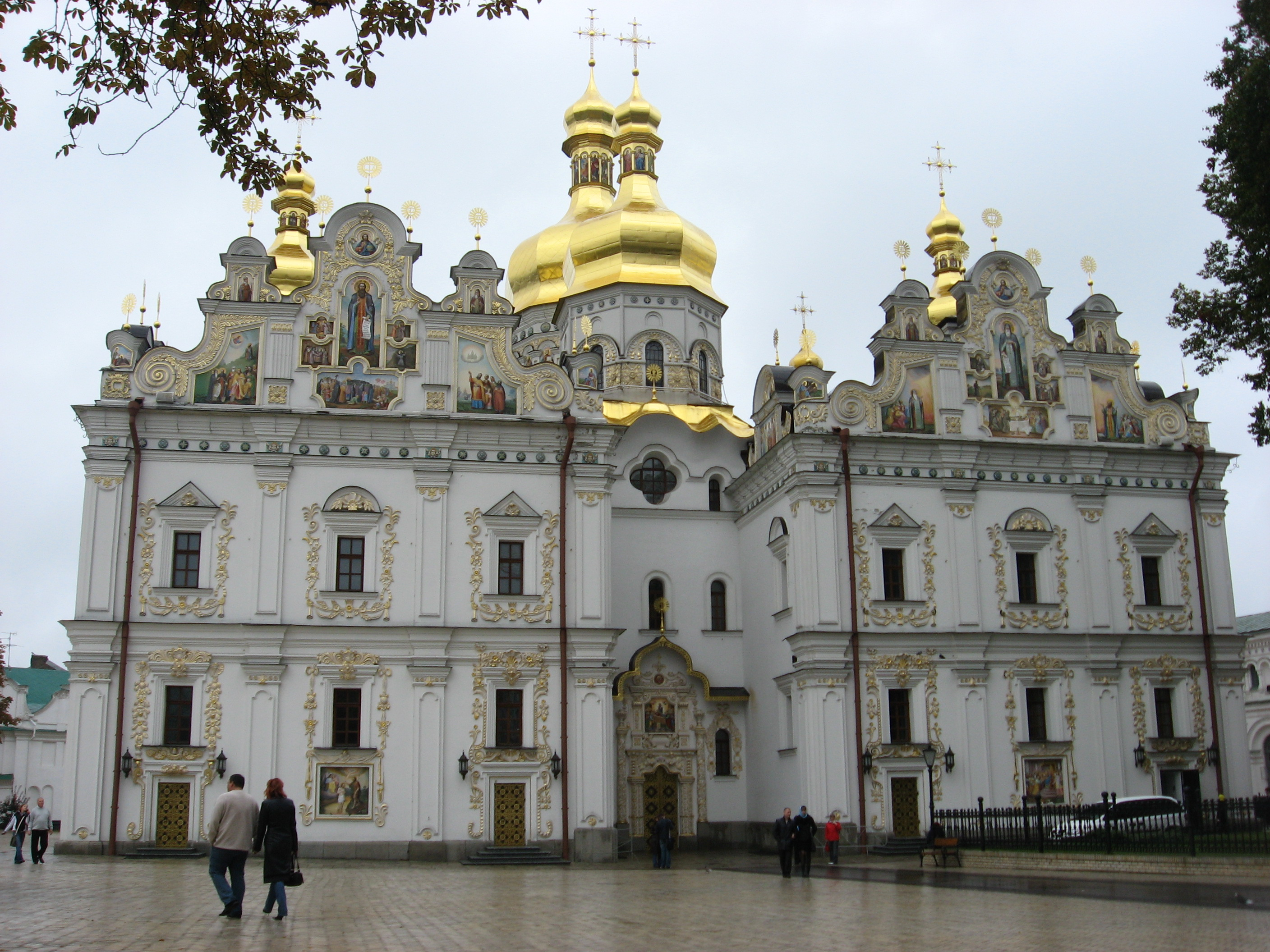
Cathédrale de la Dormition de la laure des Grottes de Kiev
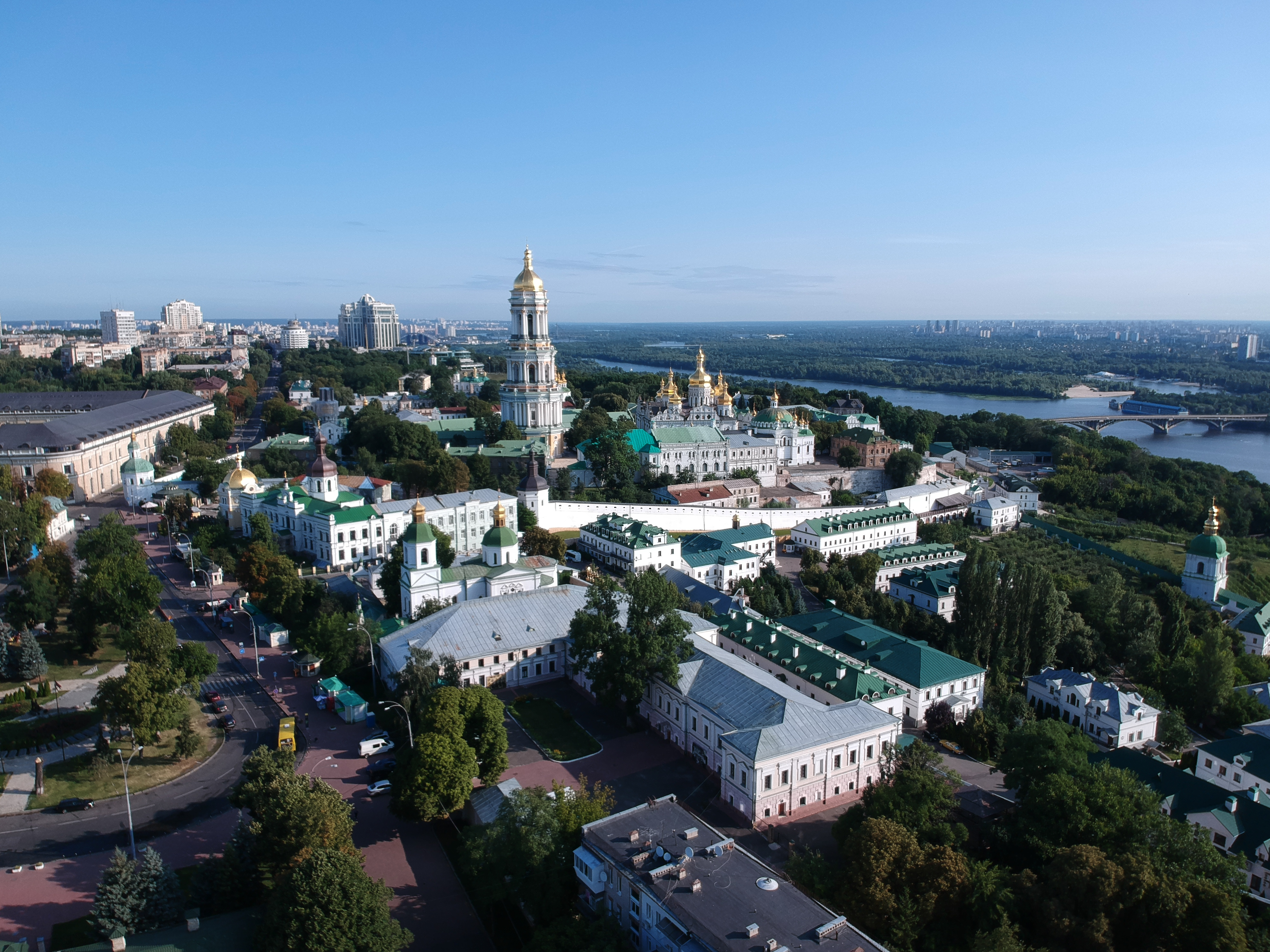
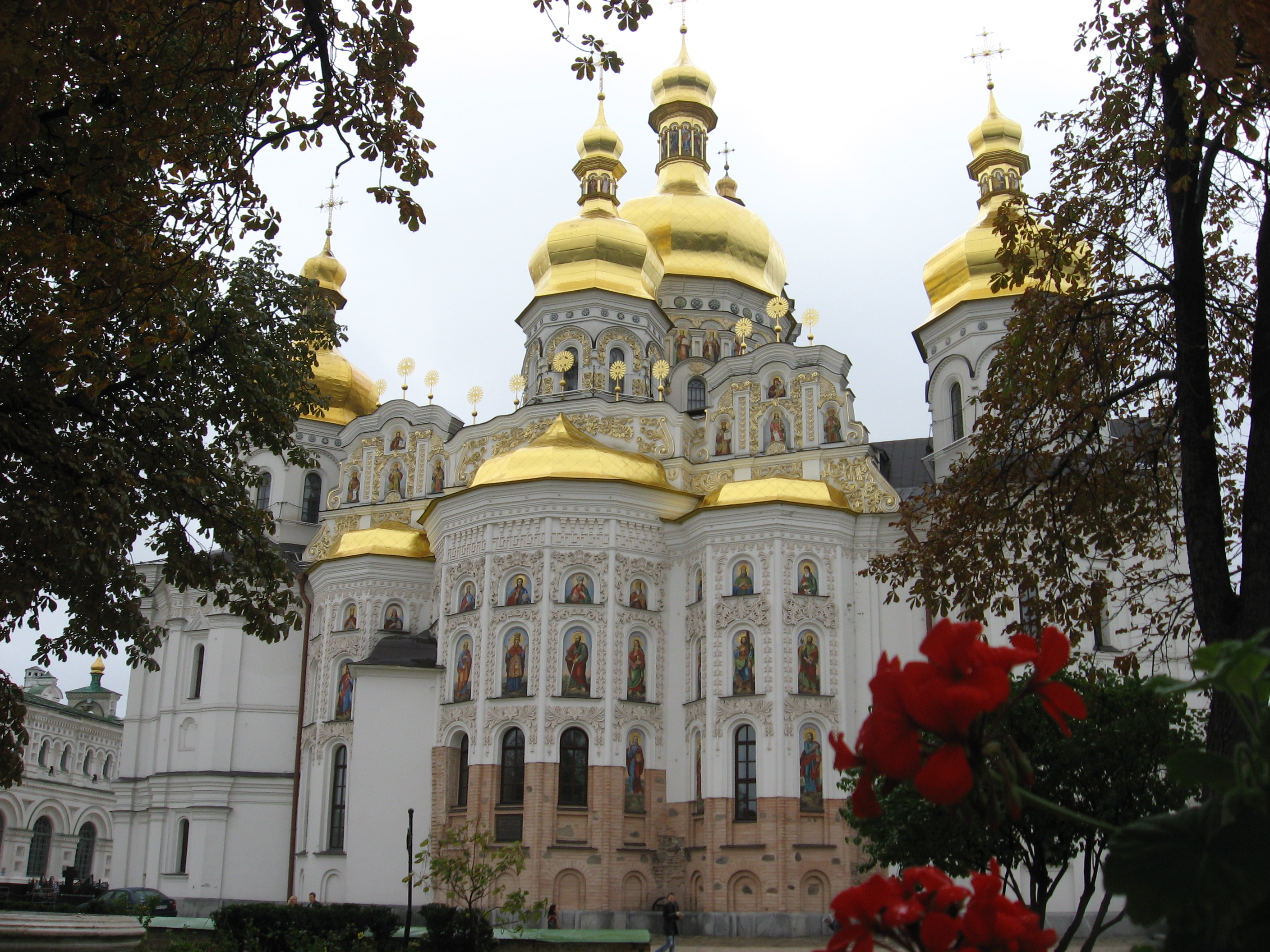
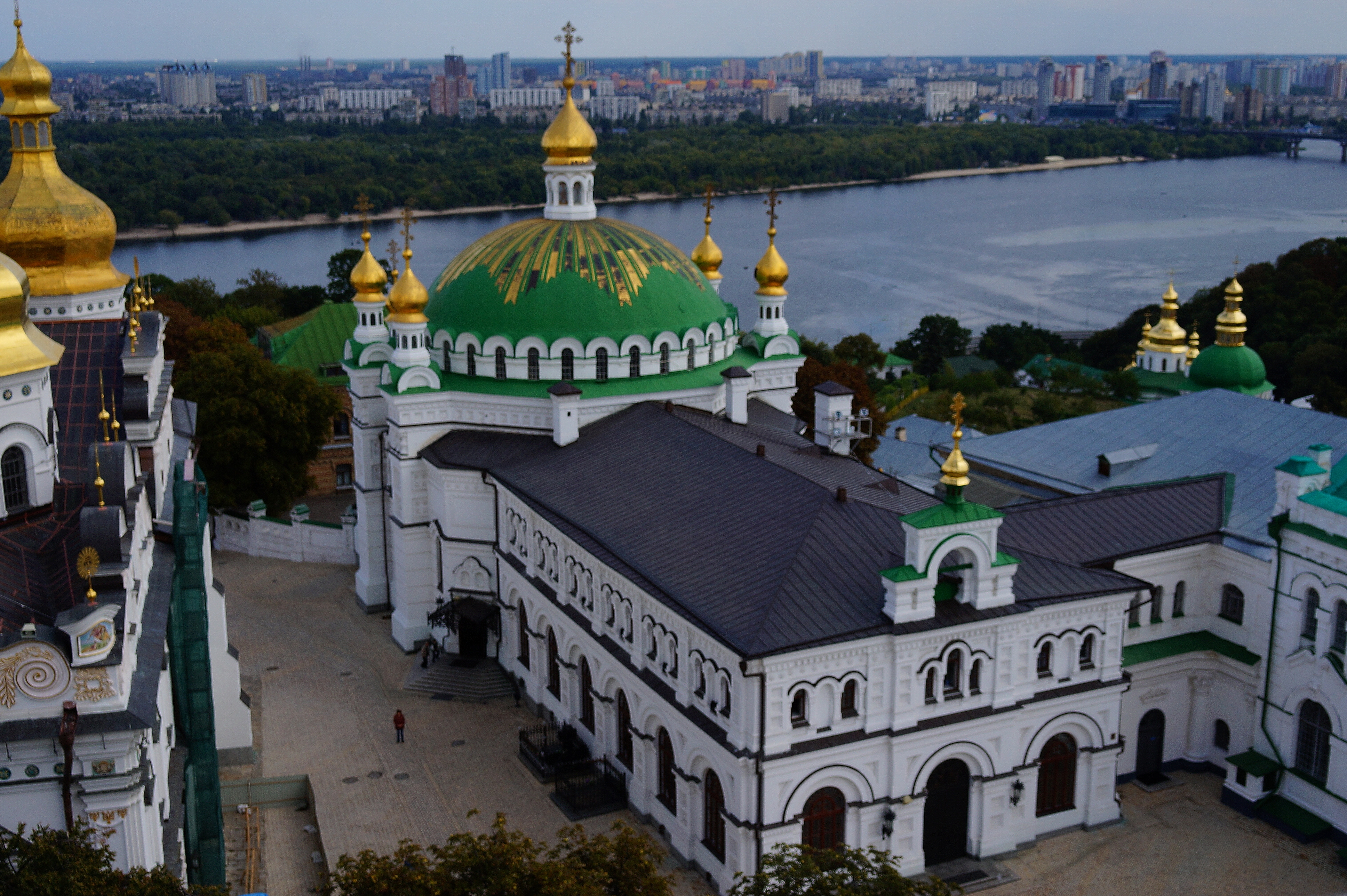
Église-réfectoire Saint-Antoine-et-Théodose
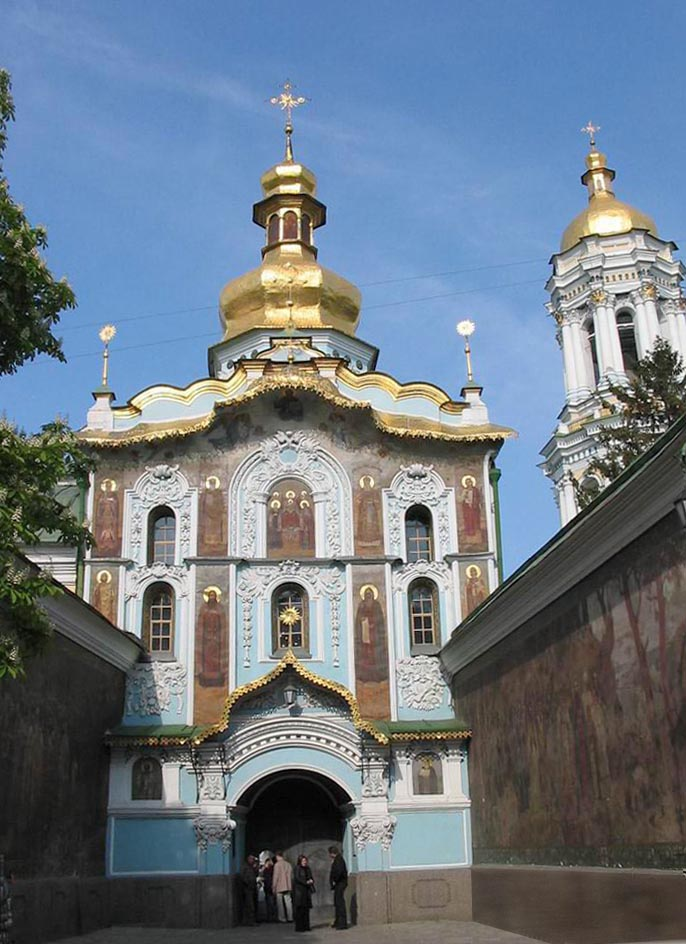
Église-porte de la Trinité
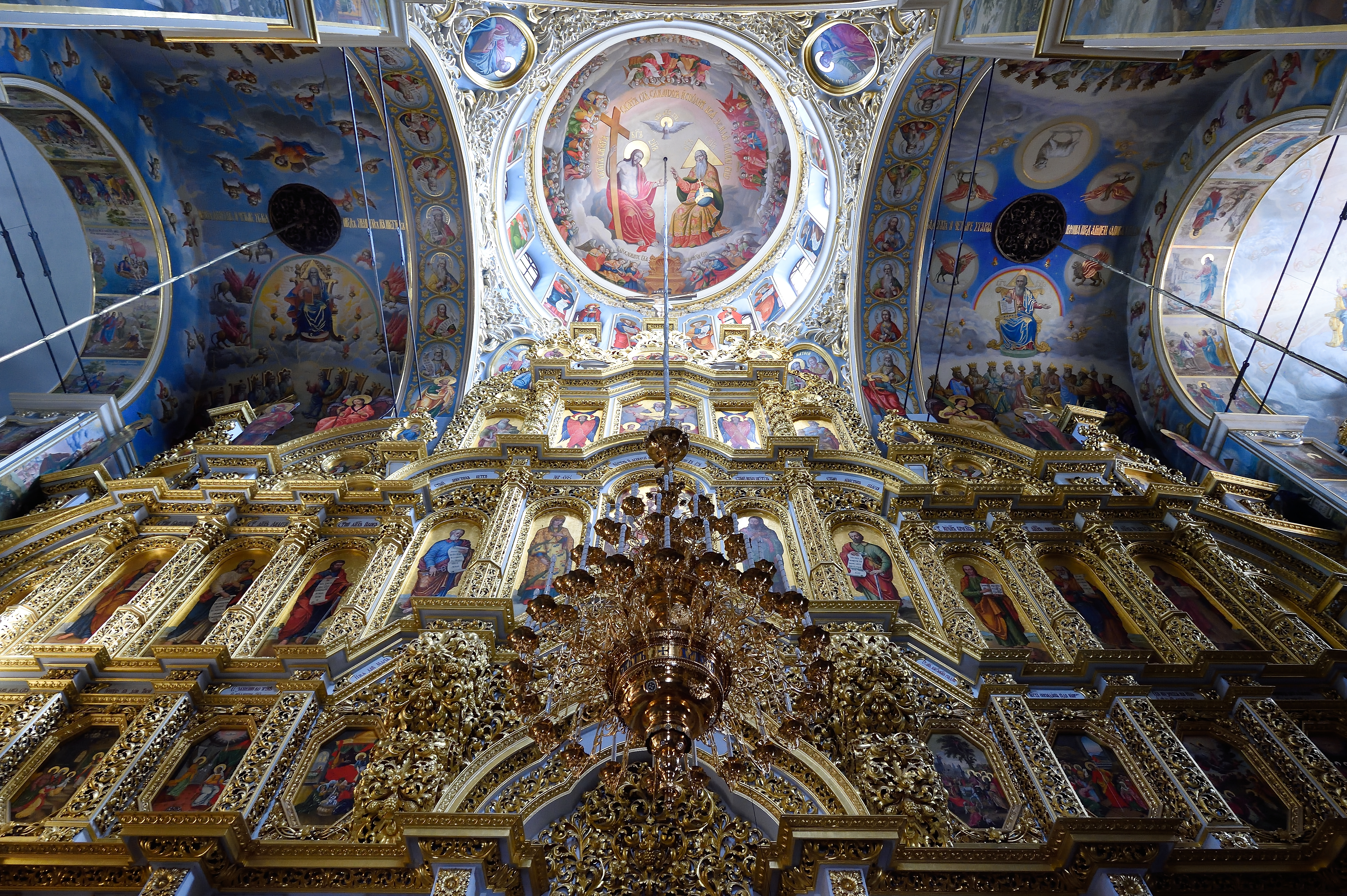
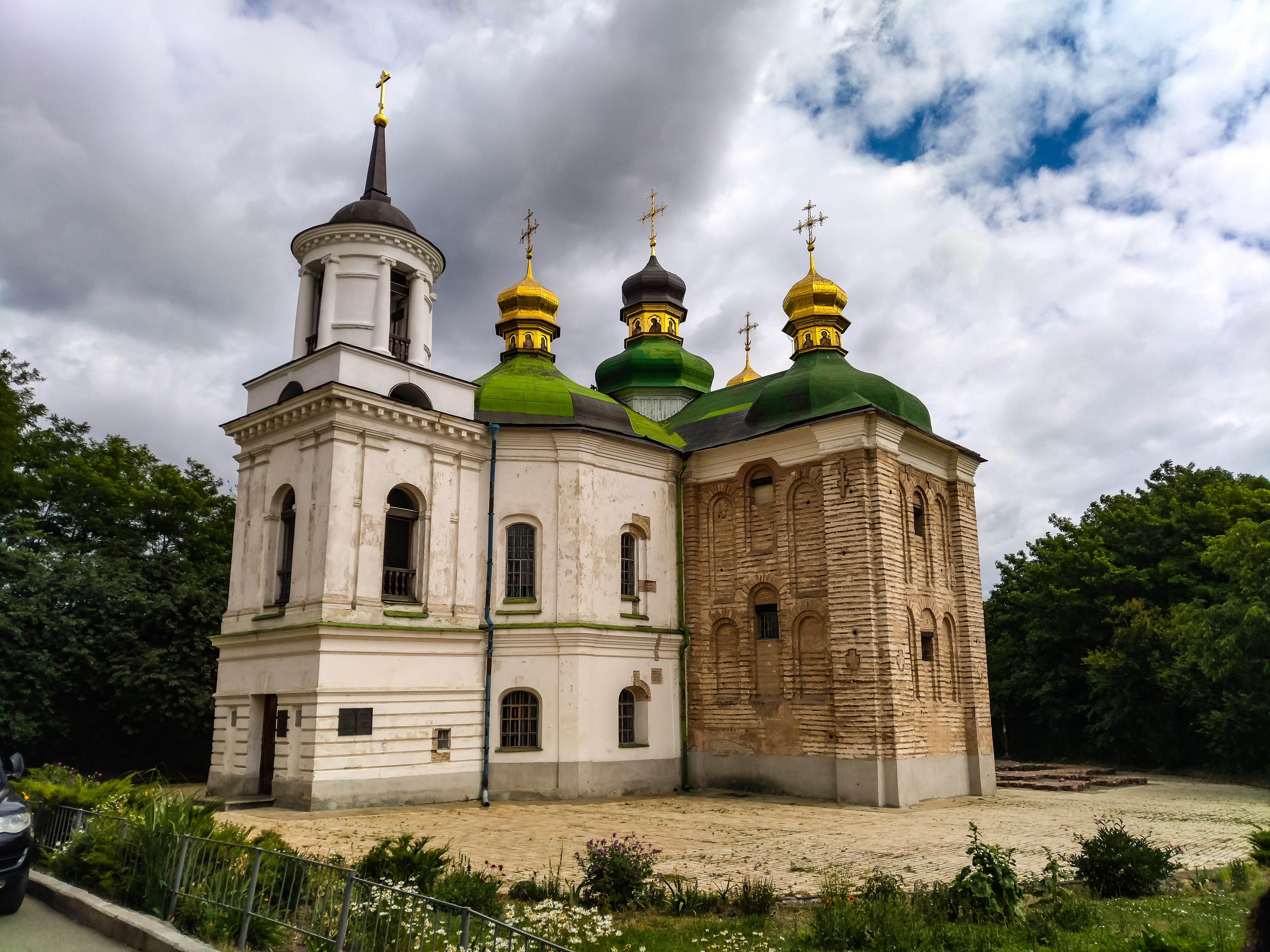
Église du Sauveur de Berestove